# L’Étang-Vergy
L’Étang-Vergy [letɑ̃ vɛʁʒi] ist eine französische Gemeinde mit 203 Einwohnern (Stand 1. Januar 2022) im Département Côte-d’Or in der Region Bourgogne-Franche-Comté (vor 2016 Bourgogne); sie gehört zum Arrondissement Beaune und zum Kanton Longvic. 

## Geographie
L’Étang-Vergy liegt etwa 22 Kilometer südsüdwestlich von Dijon am Fluss Meuzin. Umgeben wird L’Étang-Vergy von den Nachbargemeinden Ternant im Nordwesten und Norden, Reulle-Vergy im Nordosten und Osten, Curtil-Vergy im Südosten, Messanges im Süden sowie Bévy im Südwesten und Westen.

## Bevölkerung
| Jahr                       | 1962 | 1968 | 1975 | 1982 | 1990 | 1999 | 2006 | 2013 | 2019 |
| Einwohner                  | 180  | 176  | 160  | 163  | 150  | 183  | 201  | 198  | 208  |
| Quellen: Cassini und INSEE |      |      |      |      |      |      |      |      |      |

## Sehenswürdigkeiten

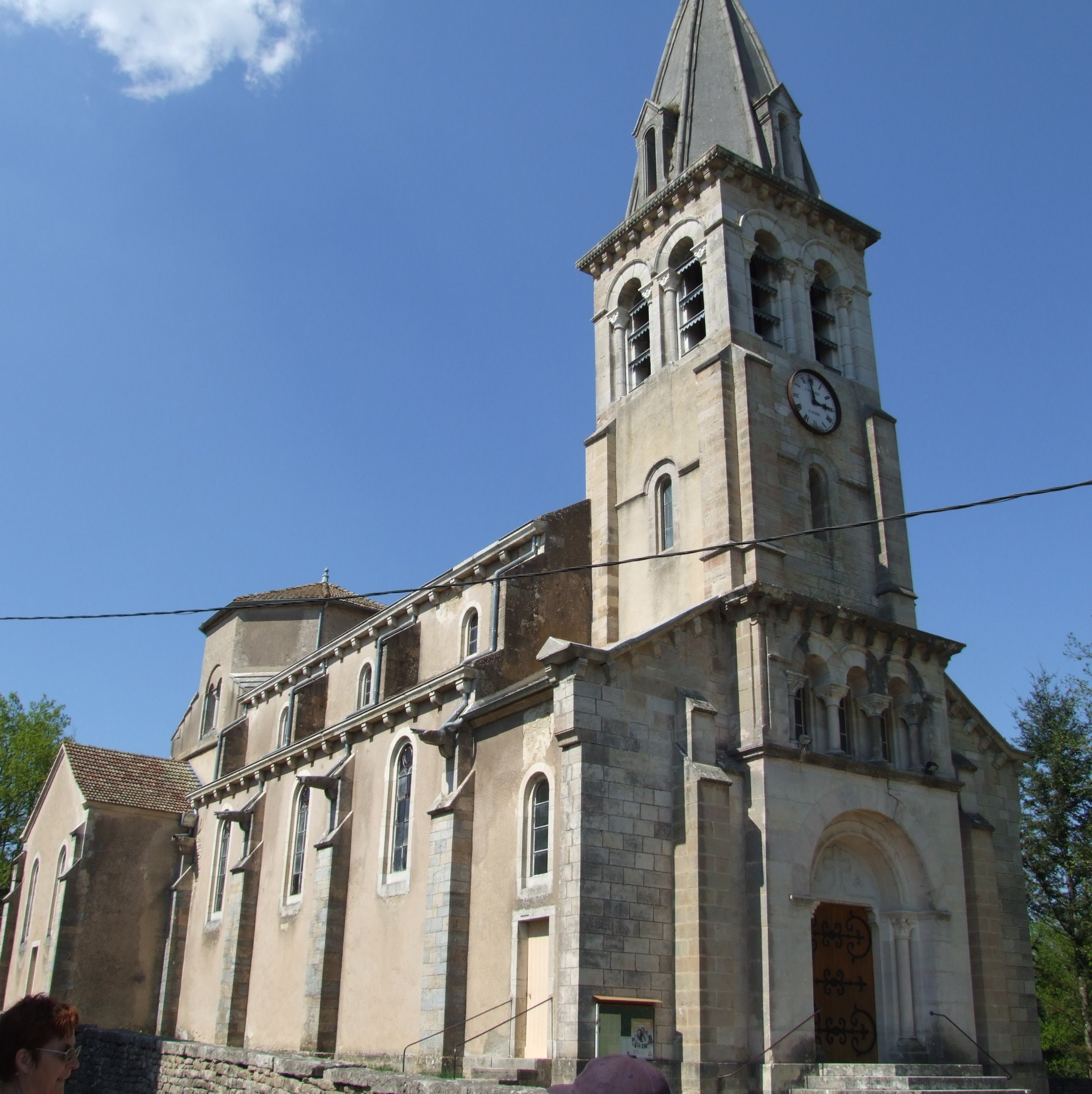
Kirche Saint-Charles-Borromée
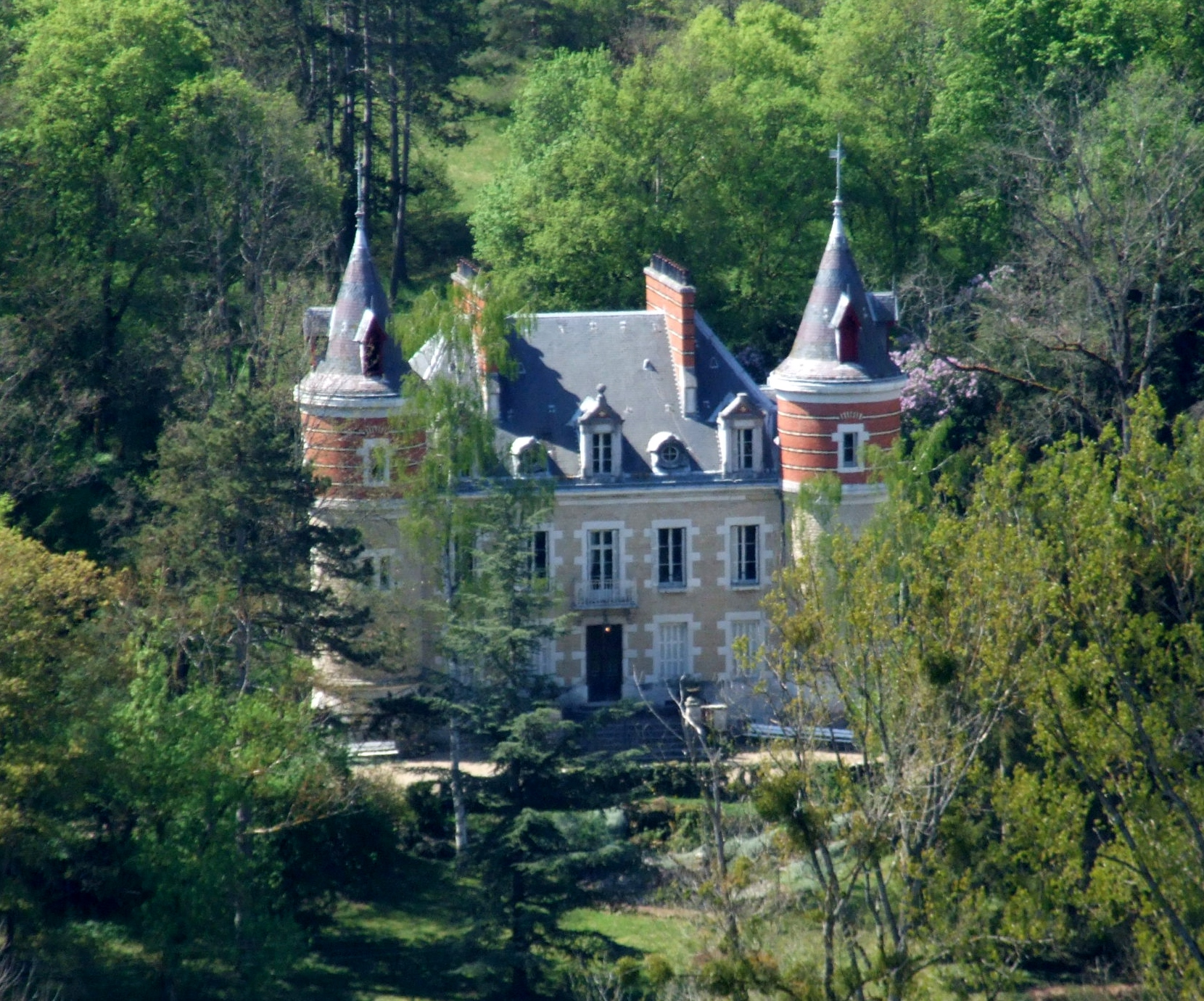
Schloss

- Kirche Saint-Charles-Borromée
- Schloss